# Vila K. F. A.
Vila K. F. A. je vila v Bratislavě. V roce 1995, začal Norbert Šmondrk realizovat projekty na stavbu třípodlažní budovy Vila K. F. A. na Karpatské ulici č. 11 v Bratislavě.

## Charakteristika a vztažná návaznosti
Šmondrk zde zřídil architektonické studio s tvůrčím týmem lidí a vlastní architektonický ateliér. Na stavbu použil ty nejjednodušší a nejdostupnější konstrukční materiály. Dá se říci, že byl v přísném využití půdorysu puritánský, na druhé straně byl však neomezeně velkorysý při komponování jednotlivých podlaží a jejich vnitřní diferenciaci.
Vila K. F. A. je pravděpodobně jedním z nejjednodušších domů v Bratislavě, ne-li i na celém Slovensku. Nepodléhá obecnému vkusu, nedělá ústupky a netrpí ani přílišnou složitostí slovenské architektonické scény posledních let. Demonstrativní modernost této vily je osvěžující, poskytuje příjemné vzrušení v okolní spleti malých domů a zahrad. Složité prostředí, které působí jakoby bylo poslepované, dává tomuto domu ještě kus jedinečnosti navíc.
Dům je vtěsnaný do úzké mezery ve struktuře nízkopodlažní předválečné zástavby a přebujelých starých zahrad. Demonstruje znaky zdejšího minimalismu.

## Tvar a forma
Minimalismus se odráží ve tvaru domu, který vyrůstá z pravoúhlé geometrie, ve které intencích rozvíjí volné, úrovní jednoho podlaží nevázané prostory. Zachází s kontrastem plných bílých ploch a transparentních zasklení, rámuje průhledy do krajiny a je plný světla. Jde o jednoduchý kvádr, bez výčnělků či zalomení. Žádné lámání přímek, deformování prostoru. Vila K. F. A. byla jednou z prvních staveb, které předvedly ideu domu jako jednoduchého hranolu či kubusu.
Více než evidentní je spojení s klasickou moderní architekturou dvacátých či třicátých let 20. století. Bílý pravoúhlý objem s jedním velkým oknem namísto průčelí by mohl být manifestem zejména proto, že ho architekt dělal sám pro sebe. Měl být "zhmotněním našeho názoru na architekturu", jak uvedl Šmondrk při odůvodňování své koncepce.
Rytmus pravoúhlých ploch a prostorů, který byl tradiční a funkcionalismem zažitý, architekt Šmondrk odlehčuje technicko-kompozičními výchylkami a jemnou materiálovou barevností a strukturou. Například schodiště jsou řešeny z porcelánových zelených obkladaček, podlahy jsou z dubových a javorových parket. Podlaží jsou sjednoceny kompaktní skleněnou fasádou, která je ještě umocněna dvojkřížem hliníkových okenních rámů typu JANSEN.
Provozní vztahy jsou jasné ba až triviální. Přízemí: ateliér, 1. patro: společenské, 2. patro: privátní. V současnosti všechny slouží potřebám architektonického studia. Došlo ke změnám ve funkci jednotlivých částí a změny jsou následující: v přízemí se kreslí, 1. patro je určeno pro jednání a poslední podlaží zatím zůstává pro návštěvníky terra incognita (neprozkoumané), protože je pracovnou architekta Šmondrka. Změna funkce možná trochu uškodila čistotě vztahů v rámci tohoto objektu, ale současně domu propůjčila puls aktivity.
Objekt je zastřešen plochou pochůznou střechou a poslední podlaží je prosvětlené pomocí dvou půlvalcových světlíků, které zároveň odlehčují těžkou železobetonovou stropní desku. Dvě vyšší patra jsou konzolovitě vysunuté nad přízemím. Čelní fasáda je orientována na jihovýchod do uzavřené zahrady a je celá zasklená. Zasklení je členěno jednoduchým křížem. Jeho nenápadnou součástí jsou i vstupní dveře v přízemí a na 1. patře.

## Interiér
Vnitřní prostor jednotlivých podlaží je volný, nečleněný. Vzadu se nachází jednoramenné schodiště a hygienické vybavení jako jediné uzavřené v rámci struktury domu. Mezi prvním a druhým patrem vznikla ustoupením vodorovné konstrukce od plochy fasády užší štěrbina - formou galerie sjednocuje oba prostory. V zadní stěně 2. patra se prostřednictvím pásového okna otevírá i zajímavý pohled směrem na hlavní nádraží. Jinak jsou obvodové stěny hladké a bez otvorů. Téměř sterilní až asketický bílý interiér je ozvláštněn nábytkovými prvky z produkce studia K. F. A. - dynamická linie dřevěné pohovky, skleněný (high tech) stůl na ušlechtilých kovových nohách, dokonale jednoduché police na knihy.

## Vila K. F. A. jako celek
Vila K. F. A. nic neskrývá. Můžeme se podívat až do útrob objektu. Opravdu, tak jak tomu je i při projektu Philipa Johnsona, či domu Fransworth od Miese van der Rohe, i v tomto objektu je toaleta jediným místem, kde je možné se skrýt před zrakem okolí. Dramatičnost situace "odhalenosti" snižuje intimní prostředí zahrady, která je uzavřena.
Působení domu je umocněno i prostřednictvím dokonalého provedení nenápadných i užitečných či efektních drobností. Například plochy u vstupních dveří na přízemí i na patře, bodová svítidla v podlaze 1. patra, struktura spodní části schodišťového ramene i profil zasklení.